# Клашнић
Клашнић је насеље у Србији у општини Мионица у Колубарском округу. Према попису из 2022. било је 116 становника.

## Демографија
У насељу Клашнић живи 104 пунолетна становника, а просечна старост становништва износи 45,6 година (41,7 код мушкараца и 50,3 код жена). У насељу има 45 домаћинстава, а просечан број чланова по домаћинству је 2,84.
Ово насеље је великим делом насељено Србима (према попису из 2002. године).
|  |

| Демографија | Демографија | Демографија |
| Година      | Становника  | Становника  |
| ----------- | ----------- | ----------- |
| 1948.       | 218         |             |
| 1953.       | 221         |             |
| 1961.       | 217         |             |
| 1971.       | 185         |             |
| 1981.       | 143         |             |
| 1991.       | 122         | 120         |
| 2002.       | 128         | 133         |

| Етнички састав према попису из 2002.‍ | Етнички састав према попису из 2002.‍ | Етнички састав према попису из 2002.‍ | Етнички састав према попису из 2002.‍ | Етнички састав према попису из 2002.‍ |
| ------------------------------------ | ------------------------------------ | ------------------------------------ | ------------------------------------ | ------------------------------------ |
|                                      |                                      |                                      |                                      |                                      |
| Срби                                 | Срби                                 |                                      | 127                                  | 99,21%                               |
| Југословени                          | Југословени                          |                                      | 1                                    | 0,78%                                |
| непознато                            | непознато                            |                                      | 0                                    | 0,0%                                 |

| Година пописа     | 1948. | 1953. | 1961. | 1971. | 1981. | 1991. | 2002. |
| ----------------- | ----- | ----- | ----- | ----- | ----- | ----- | ----- |
| Број домаћинстава | 41    | 43    | 42    | 42    | 38    | 42    | 45    |

| Број чланова      | 1  | 2 | 3 | 4 | 5 | 6 | 7 | 8 | 9 | 10 и више | Просек |
| ----------------- | -- | - | - | - | - | - | - | - | - | --------- | ------ |
| Број домаћинстава | 16 | 8 | 6 | 4 | 5 | 5 | 1 | 0 | 0 | 0         | 2,84   |

| Пол    | Укупно | Неожењен/Неудата | Ожењен/Удата | Удовац/Удовица | Разведен/Разведена | Непознато |
| ------ | ------ | ---------------- | ------------ | -------------- | ------------------ | --------- |
| Мушки  | 56     | 15               | 34           | 5              | 2                  | 0         |
| Женски | 52     | 5                | 31           | 16             | 0                  | 0         |
| УКУПНО | 108    | 20               | 65           | 21             | 2                  | 0         |

| Пол    | Укупно                    | Пољопривреда, лов и шумарство | Рибарство                            | Вађење руде и камена | Прерађивачка индустрија       |
| ------ | ------------------------- | ----------------------------- | ------------------------------------ | -------------------- | ----------------------------- |
| Мушки  | 37                        | 28                            | 0                                    | 0                    | 7                             |
| Женски | 23                        | 18                            | 0                                    | 0                    | 2                             |
| УКУПНО | 60                        | 46                            | 0                                    | 0                    | 9                             |
| Пол    | Производња и снабдевање   | Грађевинарство                | Трговина                             | Хотели и ресторани   | Саобраћај, складиштење и везе |
| Мушки  | 1                         | 0                             | 1                                    | 0                    | 0                             |
| Женски | 0                         | 3                             | 0                                    | 0                    | 0                             |
| УКУПНО | 1                         | 3                             | 1                                    | 0                    | 0                             |
| Пол    | Финансијско посредовање   | Некретнине                    | Државна управа и одбрана             | Образовање           | Здравствени и социјални рад   |
| Мушки  | 0                         | 0                             | 0                                    | 0                    | 0                             |
| Женски | 0                         | 0                             | 0                                    | 0                    | 0                             |
| УКУПНО | 0                         | 0                             | 0                                    | 0                    | 0                             |
| Пол    | Остале услужне активности | Приватна домаћинства          | Екстериторијалне организације и тела | Непознато            | Непознато                     |
| Мушки  | 0                         | 0                             | 0                                    | 0                    | 0                             |
| Женски | 0                         | 0                             | 0                                    | 0                    | 0                             |
| УКУПНО | 0                         | 0                             | 0                                    | 0                    | 0                             |

## Галерија
- Клашнић - панорама
- Клашнић - панорама
- Клашнић - сеоско домаћинство
- Клашнић - сеоско домаћинство
- Клашнић - сеоско домаћинство